# Grivel
La Grivel Srl è un'azienda italiana che produce attrezzature ed equipaggiamenti per alpinismo, arrampicata ed outdoor. Esporta in 51 paesi. Tutti i prodotti di sicurezza, piccozze, ramponi, chiodi, caschetti, sono prodotti in Italia.
L'azienda è certificata GS TÜV dal 1992, ISO 9001 dal 1996, ISO 1400 dal 2004.

## Storia
Nata nel 1818 a Courmayeur, è il più antico produttore di articoli per alpinismo ancora in funzione. Grivel è il cognome dei fondatori Henry e Laurent. L'azienda viene ceduta nel 1982 ad un gruppo di appassionati riuniti attorno a Gioachino Gobbi.
Nel 2009 Gioachino Gobbi si aggiudica il premio "ImpresaVda 2009" come miglior imprenditore valdostano.
Oggi ha sedi a Courmayeur e Verrayes in Valle d'Aosta, oltre che a Vivaro e a Chamonix. L'export incide nei ricavi 2017 per il 92%.